# Cable de categoría 7A
El Cable de categoría 7A, o Cat 7A (ISO/IEC 11801:2002 Adendo 1 de abril de 2008 categoría7A/claseFA) es un estándar de cable para ethernet y otras tecnologías de interconexión que puede hacerse compatible con los tradicionales cables de ethernet de categoría 5, categoría 6, categoría 6A y de categoría 7. El Cat 7A posee especificaciones aún más estrictas para diafonía y ruido en el sistema que cat 7. Se estima que comenzó a usarse desde el 2008 y tiene como vigencia el año 2024.
El estándar Clase FA/Cat 7A fue creado para permitir 10 Gigabit con ethernet sobre 100 metros de cableado de cobre y para nuevas aplicaciones por venir. El cable contiene, como en los estándares anteriores, 4 pares trenzados de cobre, cada uno de ellos recubierto con una lámina de aluminio. Cat 7A puede ser terminado tanto con un conector eléctrico IEC 60603-7-7 como con un conector IEC 10671-3-104 (cuadrado). Cuando se combina con éstos, el Cat 7A puede transmitir frecuencias de hasta 1000 MHz.